# Diego Cammarata
Diego Cammarata (Palermo, 27 marzo 1951) è un politico italiano.

## Biografia

### Gli inizi
Dopo essersi diplomato presso il Liceo Classico "Giovanni Meli", si laurea in Giurisprudenza, presso l'Università degli Studi di Palermo, in diritto parlamentare. Avvocato, all'ateneo palermitano ricoprirà più volte il ruolo di professore a contratto.

### Ingresso in politica
Coordinatore provinciale di Forza Italia dal 1996 al 2001, sono di quest'ultimo anno le sue prime elezioni per ricoprire delle cariche pubbliche: prima quelle politiche nazionali, dove viene eletto alla Camera dei deputati, facendo anche parte, fino al 2006, della Commissione politiche dell'Unione Europea, poi quelle amministrative locali, cui nella tornata elettorale di Palermo, tenutasi in data 25 novembre, è eletto sindaco del capoluogo siciliano al primo turno.

### Sindaco di Palermo
Proclamato primo cittadino quattro giorni dopo ed entrato ufficialmente in carica il 5 dicembre, Cammarata non rinunciò all'indennità da parlamentare. In riferimento al caso, nel 2002, la Giunta delle elezioni, sempre della Camera dei deputati, affermò per la prima volta che non sussistevano motivi che ostassero al cumulo degli incarichi di sindaco di grande città e di parlamentare (cosiddetta "giurisprudenza Cammarata"). Da allora altri sedici parlamentari ricevono una doppia indennità pubblica: una da deputato nazionale e una da amministratore locale.
Riconfermato sindaco alle elezioni comunali del 2007, nuovamente al primo turno, l'anno successivo il Tribunale Amministrativo Regionale ha bocciato il piano che istituiva la zona a traffico limitato (ZTL) nel capoluogo della Sicilia.
È stato criticato per la gestione dei rifiuti.
Il 16 gennaio 2012, a circa quattro mesi dalla scadenza naturale del suo secondo mandato, presenta le sue dimissioni da sindaco di Palermo in una conferenza stampa.

## Vita privata
Sposatosi due volte, ha tre figli.